# Imsterberg
Imsterberg es una localidad del distrito de Imst, en el estado de Tirol, Austria. Tiene una población estimada, a principios del año 2021, de 794 habitantes.
Está ubicada al oeste de la ciudad de Innsbruck —la capital del estado—, cerca de la frontera con Alemania, al norte, y con Italia, al sur.